# Jerzy Kawalerowicz
Jerzy Franciszek Kawalerowicz, född 19 januari 1922 i Gwoździec, Polen, död 27 december 2007 i Warszawa, var en polsk filmregissör som debuterade med sin första film 1952. 1955 blev han ledare över filmproduktionsgruppen vid namn Kadr. Han har blivit känd för psykologiskt intima filmer.

## Utvald filmografi
- Gromada (1952)
- Celuloza (1953)
- Pod gwiazdą frygijską (1954)
- Cień (1956)
- Krigets rätta ansikte (Prawdziwy koniec wielkiej wojny, 1957)
- Nattåg (Pociąg, 1959)
- Nunnan och djävulen (Matka Joanna od Aniołów , 1961)
- Faraon (1966)
- Maddalena (1971)
- Presidentens död (Śmierć prezydenta , 1978)
- Spotkanie na Atlantyku (1980)
- Austeria (1983)
- Jeniec Europy (1989)
- Bronsteins Kinder (1991)
- Quo Vadis? (2001)